# 5609 (année hébraïque)
5609 (hébreu : ה'תר"ט , abbr. : תר"ט) est une année hébraïque qui a commencé à la veille au soir du 28 septembre 1848 et s'est finie le 16 septembre 1849. Cette année a compté 354 jours. Ce fut une année simple dans le cycle métonique, avec un seul mois de Adar. Ce fut la seconde année depuis la dernière année de chemitta.

## Calendrier
Ce calendrier hébraïque de l'année 5609 donne les correspondances avec les dates du calendrier grégorien.
Le premier nombre dans chaque case correspond au jour du mois hébraïque. Les jours en couleurs sont des jours remarquables juifs .
| ◄◄ | 5609 | ►► |

## Naissances
- Yosef Chaim Sonnenfeld
- Max Nordau

## Décès
- Ibrahim Pacha

5604 - 5605 - 5606 - 5607 - 5608 - 5609 - 5610 - 5611 - 5612 - 5613 - 5614